# Оберхаузен (Нојбург)
Оберхаузен (њем. Oberhausen) општина је у њемачкој савезној држави Баварска. Једно је од 18 општинских средишта округа Нојбург-Шробенхаузен. Према процјени из 2010. у општини је живјело 2.586 становника. Посједује регионалну шифру (AGS) 9185150.

## Географски и демографски подаци
Оберхаузен се налази у савезној држави Баварска у округу Нојбург-Шробенхаузен. Општина се налази на надморској висини од 420–445 метара. Површина општине износи 31,9 km². У самом мјесту је, према процјени из 2010. године, живјело 2.586 становника. Просјечна густина становништва износи 81 становника/km².